# Erdgasleitung Jamal–Europa

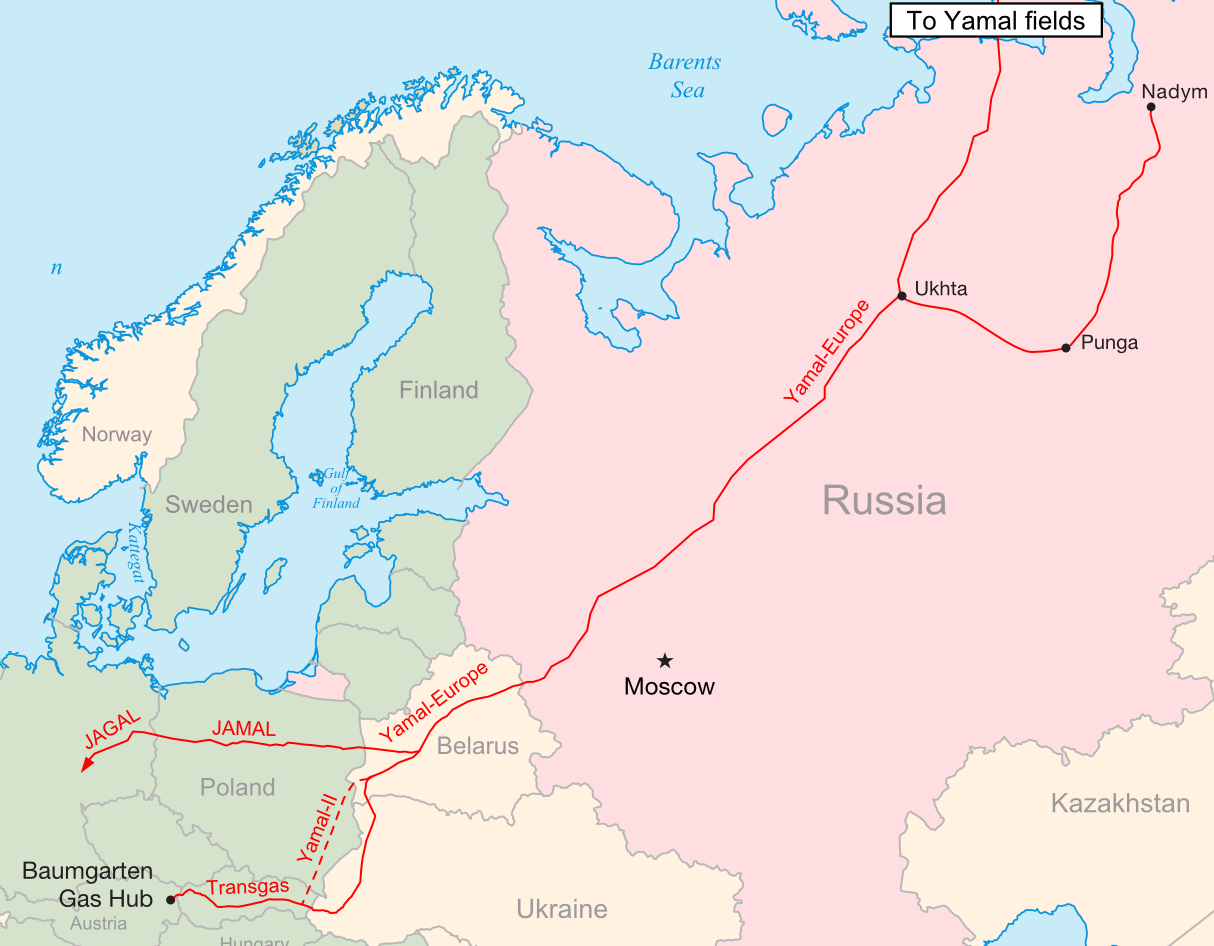
Verlauf der Jamal-Pipeline

Die Jamal-Leitung ist eine 4196 km lange Pipeline, durch die Erdgas von der Jamal-Halbinsel in Sibirien durch Russland, Belarus, Polen bis nach Deutschland transportiert werden kann.

## Geschichte
Die Jamal-Leitung wurde 1999 fertiggestellt. Die volle Kapazität von 33 Mrd. Kubikmeter pro Jahr wurde erstmals 2006 genutzt. Da die Erschließung der Erdgasfelder auf Jamal sich um zehn Jahre verschob, wurde die Leitung anfangs mit Gas aus Feldern in Westsibirien (Urengoi, Jamburg, Medweshje) versorgt.
Anfang November 2021 drohte der belarussische Präsident Aljaksandr Lukaschenka mit der Blockierung der Gasleitung durch Belarus.
Zuvor hatte die EU Sanktionen verhängt wegen der erzwungenen Landung des Ryanair-Flugs 4978 und der Migrationskrise an der Grenze zwischen Belarus und der Europäischen Union. 
Am 21. Dezember 2021 drehte Gazprom die Leitung zu. Am 24. Februar 2022 begannen russische Streitkräfte auf Befehl von Staatspräsident Putin einen großangelegten völkerrechtswidrigen Überfall auf die Ukraine.

Gazprom kündigte zwei Monate später an, Polen ab dem 27. April 2022 kein Gas mehr über die Jamal-Pipeline zu liefern. Am 12. Mai 2022 gab Gazprom bekannt, das Putin-Regime habe Gazprom verboten, Gas über diese Pipeline zu liefern. Dies sei eine Reaktion auf von der polnischen Regierung gegen Gazprom verhängte Sanktionen. Gauzprom behauptete, die polnische Regierung hätte  mehrmals der Aktionärsrechte von Gazprom an Europol Gaz (dem Betreiber der Jamal-Pipeline in Polen) verletzt.

## Verlauf

### Polen
EuRoPol Gaz ist der Betreiber des polnischen Abschnitts der Jamal-Leitung. Das polnische Gasunternehmen PGNiG und der russische Gaskonzern Gazprom halten jeweils 48 % der Aktien an EuRoPol Gaz; der Rest war 2021 Eigentum von Gas-Trading.

### Deutschland
Die Pipeline durchquert die Oder im Oderbruch bei Reitwein und verläuft weiter nach Mallnow zur Übergabe-Verdichterstation der Gascade in Deutschland. Hier übernahm die Jamal-Gas-Anbindungs-Leitung (JAGAL) das russische Erdgas und speiste es in das deutsche Ferngasnetz ein. Das erste Gas wurde im Oktober 2001 geliefert.